# ASh-78
ASh-78（アルバニア語：Automatiku Shqiptar modeli 78 ）は、当時のアルバニア社会主義人民共和国で製造されたAK-47系アサルトライフルである。

## 概要

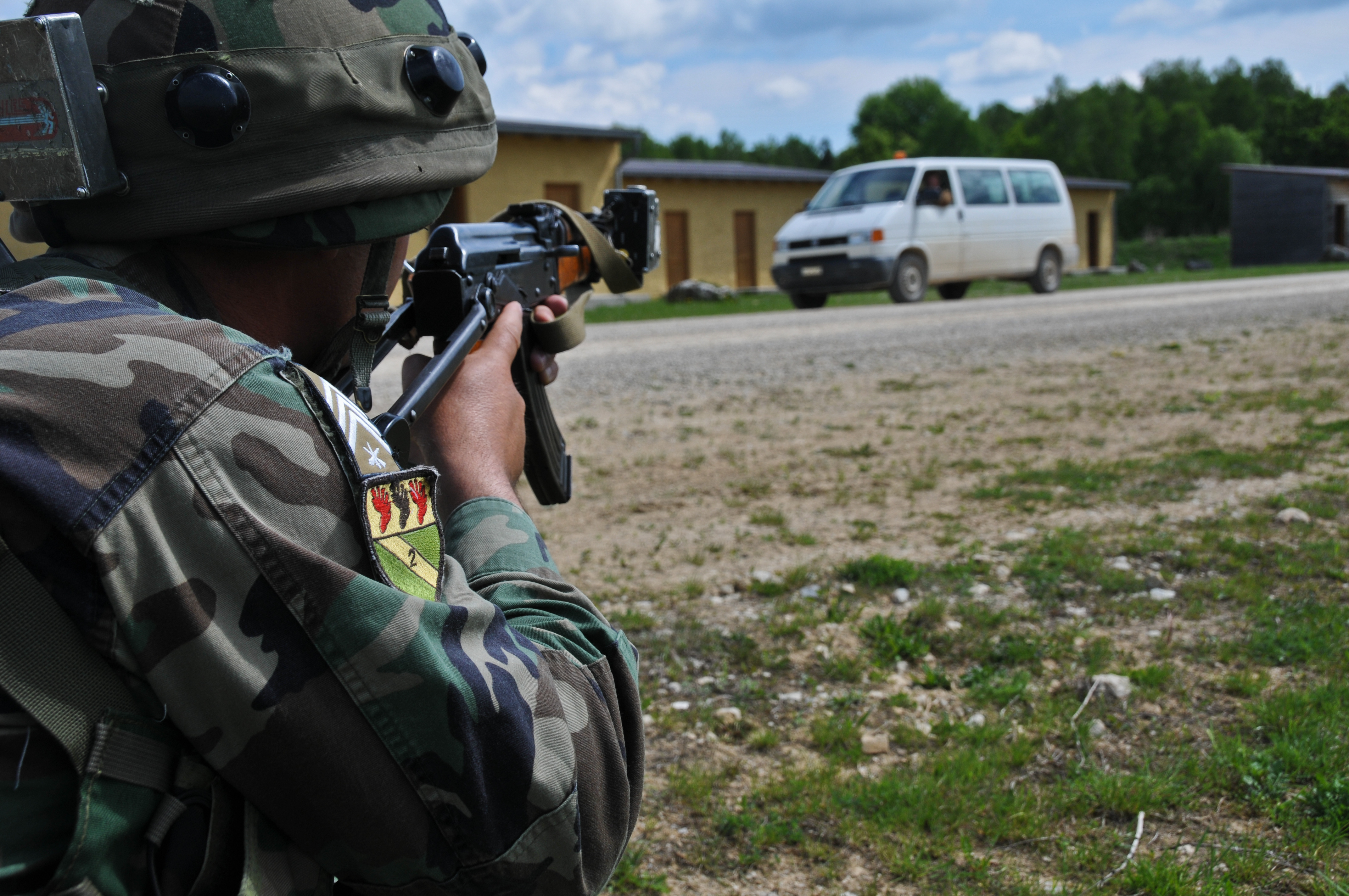
NATO軍の訓練でASh-82を構えるアルバニア軍兵士（2012年）。銃身の右側面には交戦訓練装置のレーザー発振器が装着されている

ASh-78は他の東ヨーロッパ製AK-47系アサルトライフルとは異なり、中華人民共和国製の56式自動歩槍を原型として開発された。AK-47の派生型の中では遅くに開発された部類であり、当時のアルバニアが採った外交方針の影響を垣間見ることができる。
アルバニア軍の主力小銃として、輸入した56式自動歩槍と共に運用されてきたが、現在はARX-160やM4カービン、VHSなどによって更新されつつある。

## 開発の経緯
第二次世界大戦後のアルバニアは、アルバニア労働党の一党独裁制による社会主義政権が成立しており、強烈なスターリン主義者である労働党第一書記エンヴェル・ホッジャの独裁政治の元、親ソ的な国家体制を築いていた。
しかしスターリン没後、ソ連共産党第一書記となったニキータ・フルシチョフらが展開したスターリン批判をきっかけとしてソビエト連邦（ソ連）との関係が悪化。1968年にはワルシャワ条約機構から脱退しソ連を実質的な仮想敵国と見做した軍事方針へと転換する。
これによりソ連からの軍事支援を受けられなくなり、軍の装備が急速に陳腐化していったアルバニアは、同じくソ連との溝を深めていた中華人民共和国に接近し、中国製兵器によって軍の近代化を進めようとした。
中国の支援によって56式半自動歩槍（中国製SKSカービン）を国産化したJuly 10 ライフルの開発に成功したアルバニアは1974年、中国からの輸入に頼っていた56式自動歩槍の国内生産を計画するも、中国共産党が改革開放に向けて市場経済の導入へと政策転換したことで、中ア両国の関係が悪化（中ア対立）。それに伴う技術援助の中止によって自国のみでの開発を余儀なくされ、完成は計画開始から4年後の1978年になった。

## 56式自動歩槍との差異
ハンドガード下に折畳式スパイクバヨネットを備えているなど、基本的にはオリジナルである56式自動歩槍を踏襲しているが、外観上の多少の違いによって区別することができる。例を挙げると、
- フロントサイトは56式と同様のカバーが上部に達しているタイプであるものの、基部の形状が異なっている。
- マガジン・ハウジング上部のレシーバーの凹みが無い。
- セレクターの文字が56式では「連/単」あるいは「L/D」になっているのに対し、「A/1」と刻印されている。

等がある。

## 派生型
ASh-78 tip1（ASh-78-1）
固定銃床を備えた基本モデル。
ASh-78 tip2（ASh-78-2）
分隊支援火器モデル。RPK軽機関銃に相当する。RPKとは異なり、小銃タイプと同じ形状の銃床を装備している。
ASh-78 tip3（ASh-78-3）
銃身延長モデル。AKMと同様の直銃床に変更されている。
ASh-82
AKS-47と同様の下部折畳式銃床を備えたモデル。
RDW-1
銃身を切り詰めてフォアグリップを追加し、ストックを廃したカービンモデル。
RDW-2
RDW-1の銃身を更に切り詰めたモデル。

## 採用国
- アフガニスタン・イスラム共和国
- アルバニア
- コソボ